# Haigler (Nebraska)
Haigler est un village du comté de Dundy, dans l'État du Nebraska, aux États-Unis. En 2020, il comptait une population de 145 habitants.